# 特维塔·莫莫恩多努
特维塔·莫莫恩多努（1946年1月13日—2020年11月26日），男，斐济政治人物，曾任斐济总理。